# Председатель Правительства Южной Осетии
Председатель Правительства Республики Южная Осетия — высшее должностное лицо частично признанной Республики Южная Осетия, непосредственно возглавляющее работу Правительства Республики Южной Осетии.
Кандидатура Председателя Правительства предлагается Президентом Южной Осетии и утверждается Парламентом Южной Осетии. Освобождение от должности Председателя Правительства Республики Южная Осетия означает прекращение полномочий всего Правительства Республики Южная Осетия. Председатель Правительства имеет заместителей.

## Список Председателей Правительства Южной Осетии
| ФИО                                | Вступил на должность  | Покинул пост          |
| ---------------------------------- | --------------------- | --------------------- |
| Тезиев, Олег Джериханович          | 28 ноября 1991 года   | сентябрь 1993 года    |
| Хугаев, Герасим Георгиевич         | октябрь 1993 год      | май 1994 год          |
| Зассеев, Феликс Михайлович         | 1994 год              | 1995 год              |
| Габараев, Владислав Николаевич     | 1995 год              | 25 сентября 1996 года |
| Хубулов, Валерий Николаевич (и.о.) | 25 сентября 1996 года | 2 декабря 1996 года   |
| Шавлохов, Александр Аполлонович    | 2 декабря 1996 года   | август 1998 года      |
| Чигоев, Мераб Ильич                | август 1998 года      | 6 июня 2001 года      |
| Тибилов, Леонид Харитонович (и.о.) | 6 июня 2001 года      | 14 июня 2001 года     |
| Санакоев, Дмитрий Иванович         | 14 июня 2001 года     | 19 декабря 2001 года  |
| Хугаев, Герасим Георгиевич         | 19 декабря 2001 года  | 13 августа 2003 года  |
| Кокойты, Эдуард Джабеевич (и.о.)   | 14 августа 2003 года  | 17 сентября 2003 года |
| Санакоев, Игорь Викторович         | 17 сентября 2003 года | май 2005 года         |
| Кокоев, Зураб Ревазович (и.о.)     | май 2005 года         | 5 июля 2005 года      |
| Морозов, Юрий Ионович              | 5 июля 2005 года      | 18 августа 2008 года  |
| Чочиев, Борис Елиозович (и.о.)     | 18 августа 2008 года  | 22 октября 2008 года  |
| Булацев, Асланбек Солтанович       | 22 октября 2008 года  | 3 августа 2009 года   |
| Бровцев, Вадим Владимирович        | 5 августа 2009 года   | 26 апреля 2012 года   |
| Хугаев, Ростислав Ерастович        | 26 апреля 2012 года   | 20 января 2014 года   |
| Кулумбегов, Доменти Сардионович    | 20 января 2014 года   | 16 мая 2017 года      |
| Пухаев, Эрик Георгиевич            | 16 мая 2017 года      | 29 августа 2020 года  |
| Бекоев, Геннадий Борисович         | 29 августа 2020 года  | 20 июня 2022 года     |
| Джуссоев, Константин Хасанович     | 20 июня 2022 года     | действующий           |